# 红花荷
红花荷（学名：Rhodoleia championii）为金缕梅科红花荷属下的一个种，又稱紅苞木、吊鐘王。本種分佈於華南、中南半島和印尼等地，並在1948年於香港被發現。

## 扩展阅读
- 維基物種上的相關：红花荷

1. ↑  World Conservation Monitoring Centre. . The IUCN Red List of Threatened Species (IUCN). 1998, 1998: e.T36017A9973670  [13 December 2017]. doi:10.2305/IUCN.UK.1998.RLTS.T36017A9973670.en. （原始内容存档于2018-10-02）.